# Stazione di Marcellina-Verbicaro-Orsomarso
La stazione di Marcellina-Verbicaro-Orsomarso è una stazione ferroviaria posta sulla linea Battipaglia-Reggio Calabria. Serve i centri abitati di Marcellina, Verbicaro e Orsomarso.

## Storia
La stazione, in origine denominata "Verbicaro-Orsomarso", entrò in servizio il 31 luglio 1895, come parte del tronco ferroviario da Praia d'Ajeta a Sant'Eufemia Marina.

## Movimento

### Trasporto regionale
La stazione è servita da treni Regionali che collegano Marcellina-Verbicaro-Orsomarso con:
- Paola
- Cosenza
- Sapri
- Napoli Centrale
- Salerno

I treni del trasporto regionale vengono effettuati con E.464 con carrozze UIC-X restaurate + carrozze semipilota, carrozze MDVC, carrozze MDVE + carrozze semipilota, miste di prima e seconda classe. Inoltre vengono utilizzati i treni Minuetto ALe 501/502.